# Hudson (condado de Middlesex)
Hudson es un lugar designado por el censo ubicado en el condado de Middlesex en el estado estadounidense de Massachusetts. En el Censo de 2010 tenía una población de 14.907 habitantes y una densidad poblacional de 972,73 personas por km².

## Geografía
Hudson se encuentra ubicado en las coordenadas 42°23′32″N 71°33′54″O / 42.39222, -71.56500. Según la Oficina del Censo de los Estados Unidos, Hudson tiene una superficie total de 15.32 km², de la cual 14.86 km² corresponden a tierra firme y (3.04%) 0.47 km² es agua.

## Demografía
Según el censo de 2010, había 14.907 personas residiendo en Hudson. La densidad de población era de 972,73 hab./km². De los 14.907 habitantes, Hudson estaba compuesto por el 90.88% blancos, el 1.71% eran afroamericanos, el 0.17% eran amerindios, el 2.12% eran asiáticos, el 0% eran isleños del Pacífico, el 2.76% eran de otras razas y el 2.35% pertenecían a dos o más razas. Del total de la población el 4.82% eran hispanos o latinos de cualquier raza.